# Enevold Kruse
Enevold Kruse (28. oktober 1554 – 8. marts 1621) var dansk adelsmand og statholder i Norge.
Efter studier i udlandet, blandt andet i Helmstedt, blev han i 1578 ansat i Danske Kancelli og gjorde hurtigt karriere. Han blev rentemester i 1582 og beholdt stillingen til 1608. I 1608 blev han lensmand på Akershus, statholder i Norge og medlem af det danske Rigsråd. Som statholder udrettede han forholdsvis lidt, men nåede at lægge sig ud med Jens Bielke, som var den norske adels leder.
De tre sidste år af sit liv, 1618–1621, var han lensmand på Tranekær i Danmark. Han døde på Sjælland.